# Шкробанець Ігор Дмитрович
Ігор Дмитрович Шкробанець (нар. 29 вересня 1964) — український лікар, науковець, педагог.

## Життєпис
Народився 29 вересня 1964 року.   

### Освіта
Чернівецький державний медичний інститут (диплом з відзнакою, спеціальність — «Педіатрія», кваліфікація — лікар–педіатр; 
Чернівецький торговельно-економічний інститут Київського національного торговельно-економічного університету (кваліфікація — спеціаліст з обліку і аудиту); 
Національна академія державного управління при Президентові України (спеціальність — «Державне управління у сфері охорони здоров'я», кваліфікація — магістр державного управління).

### Робота
Трудову діяльність почав під час навчання у Чернівецькому державному медичному інституті як медична сестра міської дитячої лікарні міста Чернівці (з 1986 по 1988 рр.).
З 1988 року по 1990 рік працював лікарем у Броварській центральній районній лікарні Київської області, З 1990 року по 2013 рік (у тому числі 2002—2013 роки, як зовнішній сумісник) працював у Чернівецькому державному медичному інституті (з 1997 — Буковинська державна медична академія, з 2005 — Буковинський державний медичний університет) на посадах асистента, доцента, професора.
З 2002 по 2004 рр. директор Чернівецького регіонального центру перепідготовки та підвищення кваліфікації працівників органів державної влади, місцевого самоврядування.
З 2004 року по 2014 роки працював в Чернівецькій обласній державній адміністрації на посадах начальника відділу організації медичної допомоги населенню управління охорони здоров'я, начальника Головного управління охорони здоров'я, директора Департаменту охорони здоров'я та цивільного захисту населення. 2014—2015 рр. — робота в Державному підприємстві «Державний експертний центр МОЗ України» на посадах: заступник генерального директора, генеральний директора.
З 2015 року працює в Національній академії медичних наук України, спочатку в Національному науковому центрі радіаційної медицини НАМН України, заступником генерального директора з наукової роботи з соціальних Чорнобильських проблем, а з січня 2016 ігор Дмитрович очолює лікувально-організаційне управління Національної академії медичних наук України

### Науковий та педагогічний доробок
- 1995 рік — кандитат медичих наук (спеціальність — патологічна фізіологія);
- 2002 рік — доцент кафедри пропедевтики дитячих хвороб;
- 2012 рік — доктор медичних наук (спеціальність — соціальна медицина[1]);
- 2014 рік — професор кафедри організації та управління охороною здоров'я.

Автор понад 200 наукових праць.
- З 1990 року по 2014 рік (у тому числі 2002—2014 роки, як зовнішній сумісник) працював у Чернівецькому державному медичному інституті (з 1997 — Буковинська державна медична академія, з 2005 — Буковинський державний медичний університет) на посадах асистента, доцента, професора.
- З 2014 року по 2021 рік— професор кафедри менеджменту охорони здоров'я Національного медичного університету ім. О. О. Богомольця.
- з 2024 року - професор кафедри управління охороною здоров'я Національного університету охорони здоров'я  ім.П.Л.Шупика.

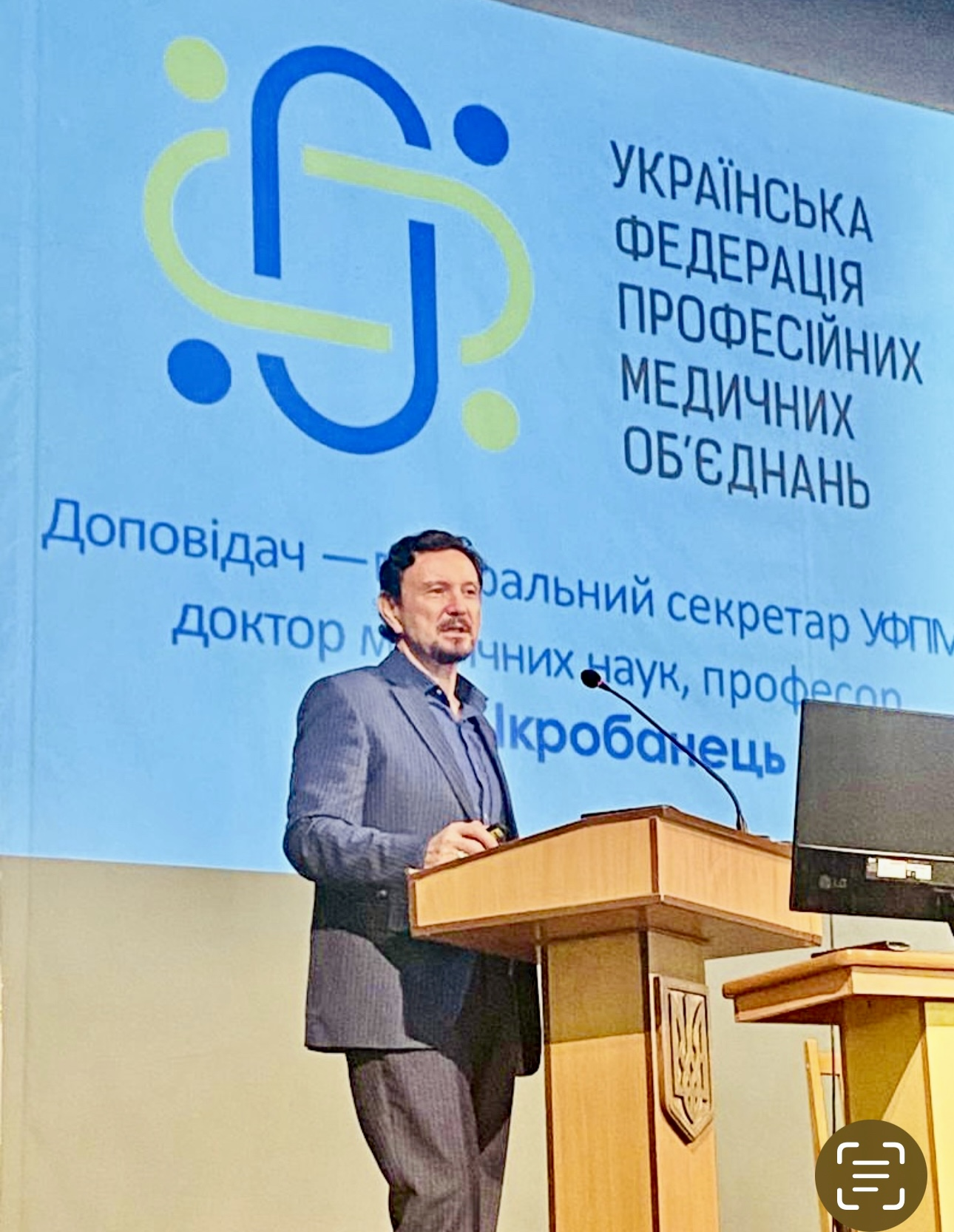

## Громадська діяльність
Генеральний секретар Української федерації професійних медичних об’єднань;
Депутат Чернівецької обласної ради, голова постійної  комісії ОР з питань охорони здоров'я, праці, соціального захисту населення та підтримки учасників АТО і членів їх сімей;
Заступник голови Правління ГО “Українська ліга розвитку паліативної та хоспісної допомоги”;
Член Координаційної Ради Української медичної експертної спільноти; Член Правління «Українська асоціація сприяння охороні здоров'я населення»; 
Член координаційної ради Платформи національної стратегії охорони здоров'я України.

## Нагороди, почесні звання
- Почесна грамота Міністерства охорони здоров'я України (наказ від 15.06.2007 № 259-кн),
- Почесна грамота Кабінету Міністрів України (постанова КМУ від 25.10.2007 № 14252),
- Почесне звання «Заслужений працівник охорони здоров'я України» (Указ Президента України від 01.10.2008 № 887/2008),
- Почесна грамота Міністерства охорони здоров'я України (наказ від 06.04.2009 № 96-кн),
- Почесна грамота Верховної Ради України 27 липня 2010 р. № 682
- Орден святителя Луки Кримського
- Медаль «Знак пошани Національної академії медичних наук України»
- Орден Преподобного Агапіта Цілителя Печерського

1. ↑  Паспорт спеціальності 14.02.03 - соціальна медицина. Офіційний вебпортал парламенту України (укр.). Процитовано 31 жовтня 2024.
2. ↑  ФГМОУ – Федерація громадських медичних об'єднань україни (укр.). Процитовано 31 жовтня 2024.
3. ↑  Шкробанець Ігор Дмитрович (укр.). Процитовано 31 жовтня 2024.
4. ↑  Керівні органи. Ligalife. Процитовано 31 жовтня 2024.